# Per Nylin
Per Nylin (22 de septiembre de 1982) es un deportista sueco que compitió en natación. Ganó una medalla de oro en el Campeonato Europeo de Natación en Piscina Corta de 2007, en la prueba de 4 × 50 m estilos.

## Palmarés internacional
| Campeonato Europeo en Piscina Corta | Campeonato Europeo en Piscina Corta | Campeonato Europeo en Piscina Corta | Campeonato Europeo en Piscina Corta |
| Año                                 | Lugar                               | Medalla                             | Prueba                              |
| ----------------------------------- | ----------------------------------- | ----------------------------------- | ----------------------------------- |
| 2007                                | Debrecen (Hungría)                  | Medalla de oro                      | 4 × 50 m estilos                    |